# Bling-bling

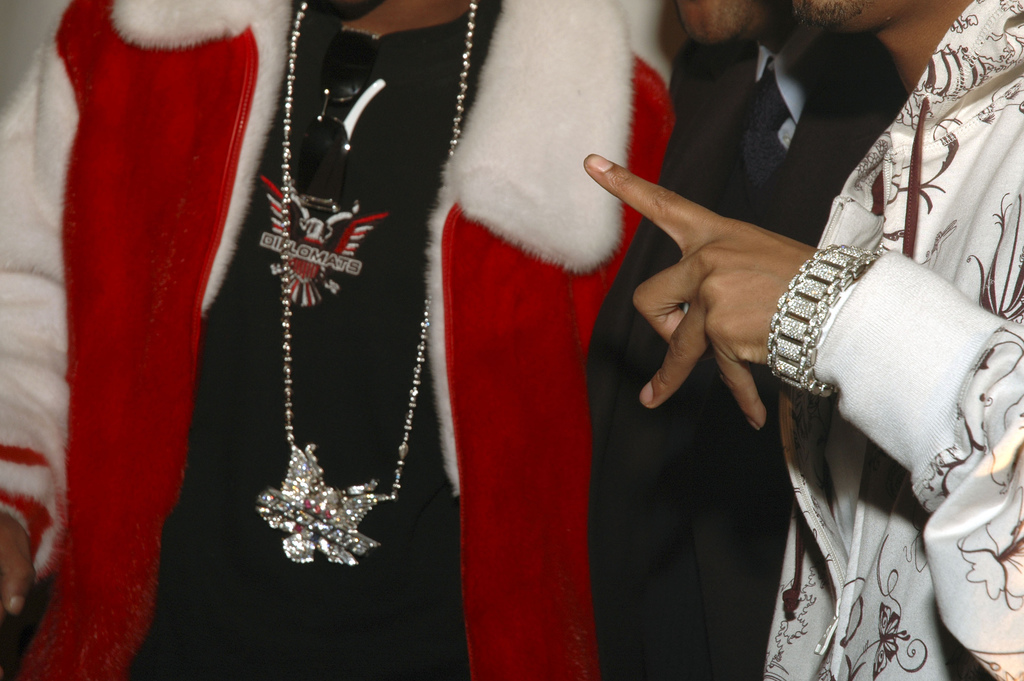
Le style bling-bling.

Le terme bling-bling désigne un style ostentatoire et excessif de vêtements, de bijoux, et de mode de vie.

## Présentation

### Origine
Selon The Urban Dictionary, ce terme provient du jargon jamaïcain se référant à l’onomatopée des bandes dessinées.
D'après Shawn Brauch, fondateur de Pen & Pixel, le mot aurait été inventé par le rappeur B.G. lors d'une conversation téléphonique.

### Évolution

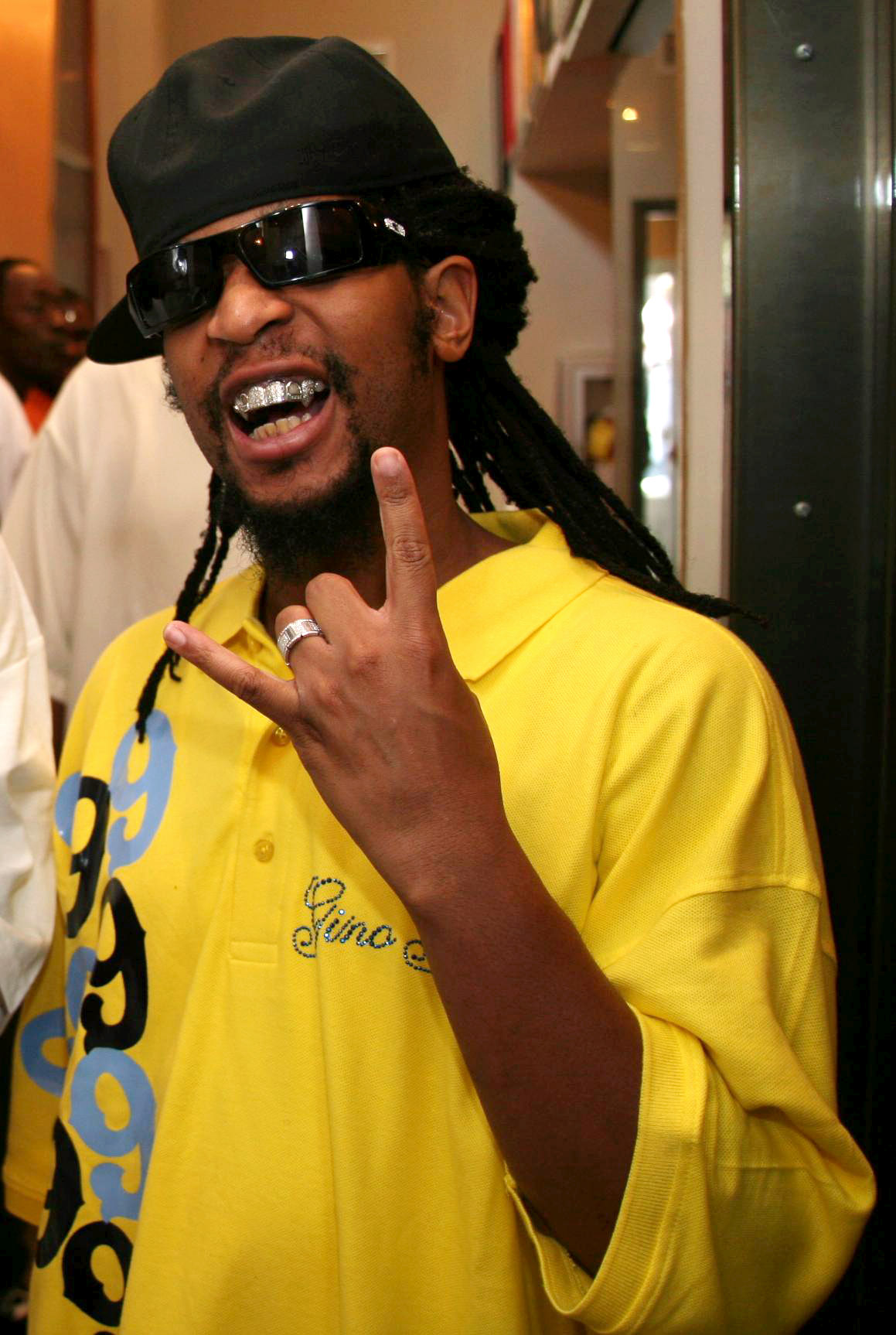
Lil Jon portant des lunettes, casquette, bague et bijou pour dents (« grillz »).

Cette expression a été popularisée avec le succès de la chanson Bling Bling, un morceau de 1999 de B.G., un rappeur de La Nouvelle-Orléans, membre des Cash Money Millionaires (Lil Wayne, Juvenile, Turk, B.G. et Birdman),. Ce terme fait référence au bruit que font les chaînes portées autour du cou.
L'expression a été reprise par des artistes comme Lil Jon, Diddy, Cam'Ron, Rick Ross, l’arrivée du crunk et précédemment la vague Dirty South, qui exacerbe les signes de richesse tels que l’argent, les bijoux, les voitures modifiées, et le style de vie bling-bling.
On retrouve parmi le bling-bling de massives chaînes en or, des montres et des bagues avec des diamants, des Pimp cups, sorte de trophée, de coupe, – comme celles de Lil Jon, estimée à plusieurs milliers de dollars –, et des grillz, recouvrant les dents.
L’expression a été utilisée par la suite pour toute personne s’affichant avec un style de vie luxueux et ostentatoire,, ; on la retrouve aussi dans des titres, comme la série télévisée Dubai Bling.

### France

#### Politique
En France, l’expression a été utilisée pour qualifier Nicolas Sarkozy par certains critiques, notamment le journaliste Nicolas Domenach de l'hebdomadaire Marianne pour fustiger l'affichage ostentatoire de signes extérieurs de richesse, comme les montres ou les lunettes de soleil de grandes marques, les chaines et autres gourmettes, les ceintures de marques avec logos, son bracelet en poils d'éléphant, la soirée au Fouquet's le soir de son élection, ainsi que les vacances sur le yacht de Vincent Bolloré,,. On a alors parlé de « droite bling-bling », inspirée de l'expression « gauche caviar ». Nicolas Sarkozy a ultérieurement lui-même reconnu des erreurs dans la perception « bling-bling » de son style.[réf. nécessaire]